# Mozzecane
Mozzecane – miejscowość i gmina we Włoszech, w regionie Wenecja Euganejska, w prowincji Werona.
Według danych na rok 2004 gminę zamieszkiwało 4778 osób, 199,1 os./km².